# Enrique Sánchez Seña

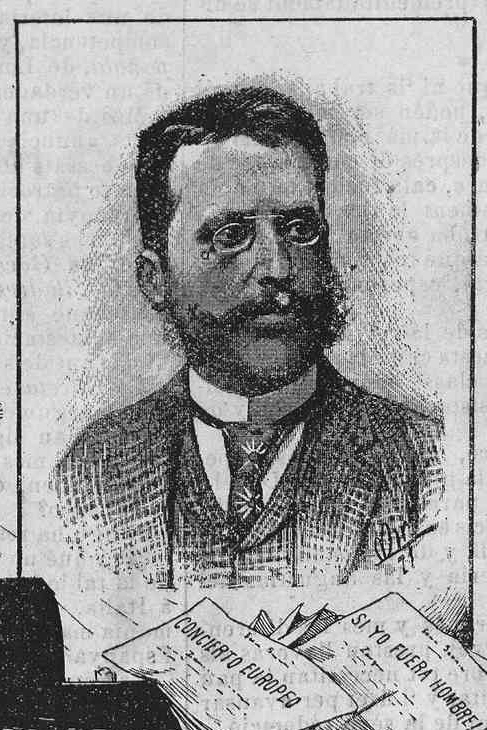
Retrato de Enrique Sánchez Seña publicado en 1891

Enrique Sánchez Seña (f. 1892) fue un escritor y dramaturgo español perteneciente al naturalismo radical.

## Biografía
Escribió las novelas Las rameras de salón (Páginas de la deshonra y vicios sociales) (1886) y La manceba (1886). Como dramaturgo se dedicó al teatro cómico breve musical, a veces en colaboración con Antonio Hurtado o Luis de Larra y otras él solo, como con A Roma por todo, La fuente de los milagros, Caretas y capuchones, El paso de Judas, El canario más sonoro, La Lolilla ha aparecido o Quien no tiene padrinos. Con Hurtado escribió El golpe de gracia (1888) y la revista La villa de Madrid (1887); con Luis de Larra La noche del 31 (1891) y Los extranjeros (1892). Trabajó con los compositores Tomás Reig, Manuel Fernández Caballero, Teodoro de San José y Joaquín Valverde Sanjuán.